# Osella
Osella was een Italiaans Formule 1-team, opgericht door Enzo Osella. Het team nam deel aan het kampioenschap tussen 1980 en 1990 en gebruikte motoren van Alfa Romeo. In 1991 werd het team overgenomen door velgenfabrikant Fondmetal. Onder deze naam werd twee jaar aan het kampioenschap deelgenomen, waarna het team verdween uit de Formule 1.

## Actieve jaren
Tijdens het eerste jaar in 1980 was Eddie Cheever de coureur die de enige Osella-wagen bestuurde. Hij kon zich een aantal keer niet kwalificeren voor de race en haalde één enkele keer de finish, de andere races die hij gestart was moest hij vroegtijdig opgeven. In 1982 waren Jean-Pierre Jarier en Riccardo Paletti de rijders bij het team. Tijdens de start van de Grand Prix van Canada kwam Paletti om het leven na een crash. Zijn teamgenoot Jarier had een kleine twee maanden eerder de eerste punten gewonnen voor het team. Hij werd vierde tijdens de Grand Prix van San Marino. Daarna haalde het team nog een tweede en laatste keer punten toen Piercarlo Ghinzani vijfde werd tijdens de Grand Prix van de Verenigde Staten in 1984. Nederlander Huub Rothengatter haalde zijn beste resultaat uit zijn carrière in een Osella. Hij werd zevende tijdens de Grand Prix van Australië in 1985. Nadat het team uit de Formule 1 verdween werd het verder gezet in andere raceklasses.